# Рудниковий
Руднико́вий (рос. Рудниковый) — селище у складі Світлинського району Оренбурзької області, Росія.

## Населення
Населення — 76 осіб (2010; 168 у 2002).
Національний склад (станом на 2002 рік):
- казахи — 51 %
- росіяни — 38 %